# Nyctibora albuquerquei
Nyctibora albuquerquei är en kackerlacksart som beskrevs av Rocha e Silva 1955. Nyctibora albuquerquei ingår i släktet Nyctibora och familjen småkackerlackor. Inga underarter finns listade i Catalogue of Life.